# Can Masllorens
|  | Aquest article tracta sobre l'edifici del carrer Sant Cristòfol d'Olot. Vegeu-ne altres significats a «Can Masllorens (carrer Fontanella)». |

Can Masllorens és un edifici modernista del municipi d'Olot protegit com a bé cultural d'interès local.

## Descripció
Es tracta d'un gran casal entre mitgeres, de planta rectangular i teulat a dues aigües sostingut per bigues de fusta treballades. Disposa de baixos, planta noble i tres pisos superiors. Als primers hi ha la porta principal, de grans dimensions, i dues finestres amb reixes decorades amb fullatges estilitzats. La planta noble té una gran balconada central sostinguda per mènsules decorades amb fullatges i baranes ornades amb àligues amb les ales obertes. Totes les obertures estan coronades per motius florals i vegetals així com els cantoners. Dues franges verticals separen la façana en tres cossos a partir de la planta noble.

## Història
A principis del segle xx a Olot convivien Modernisme i Noucentisme. Aquest darrer, amb els diferents corrents i contradiccions, tindrà la seva puntual aplicació a la capital de la Garrotxa. L'ala més típica i normativa és representada pel Grup Escolar Malagrida i la biblioteca de la Mancomunitat, avui desapareguda. Un altre corrent noucentista s'entronca amb l'arquitectura europea del moment i està representada per l'arquitecte Rafael Masó. Hi ha un tercer grup que accentua els aspectes eclèctics, historicistes i fins i tot acadèmics.